# Clàssica de Sant Sebastià 2021
La Clàssica de Sant Sebastià 2021 va ser la 40a edició de la Clàssica de Sant Sebastià i es disputà el dissabte 31 de juliol de 2021 a Euskadi sobre un recorregut de 222,87 quilòmetres. La cursa començà i acabà a Sant Sebastià i formava part de l'UCI World Tour 2021. la cursa es tornà a disputar després del parèntisi provocat per la COVID-19 el 2020.
El vencedor final fou el ciclista estatunidenc Neilson Powless (EF Education-Nippo), que s'imposà a l'esprint als seus companys d'escapada, Matej Mohorič (Bahrain Victorious) i Mikkel Frølich Honoré (	Deceuninck-Quick Step), segon i tercer respectivament.

## Equips
26 equips participen en aquesta edició de la Clàssica de Sant Sebastià, els 19 equips World Tour i set equips continentals professionals:
| WorldTeams (19)- AG2R Citroën Team - Astana-Premier Tech - Bahrain Victorious - Bora-Hansgrohe - Cofidis - Deceuninck-Quick Step - EF Education-Nippo - Groupama-FDJ - Ineos Grenadiers - Intermarché-Wanty-Gobert Matériaux - Israel Start-Up Nation - Jumbo-Visma - Lotto Soudal - Movistar Team - Team BikeExchange - Team DSM - Qhubeka NextHash - Trek-Segafredo - UAE Team Emirates ProTeams (7)- Alpecin-Fenix - Arkéa-Samsic - TotalEnergies - Euskaltel-Euskadi - Caja Rural-Seguros RGA - Equipo Kern Pharma - Burgos-BH |
| |

## Classificació final
| \| Classificació general \| Classificació general \| Classificació general \| Classificació general \| Classificació general \| \| Corredor \| Corredor \| Equip \| Temps \| \| \| --------------------- \| ------------------------- \| ---------------------------------- \| --------------------- \| --------------------- \| \| 1r \| Neilson Powless \| EF Education-Nippo \| 5h 34' 31" \| \| \| 2n \| Matej Mohorič \| Bahrain Victorious \| + 0" \| \| \| 3r \| Mikkel Frølich Honoré \| Deceuninck-Quick Step \| + 0" \| \| \| 4t \| Lorenzo Rota \| Intermarché-Wanty-Gobert Matériaux \| + 30" \| \| \| 5è \| Alessandro Covi \| UAE Team Emirates \| + 1' 04" \| \| \| 6è \| Julian Alaphilippe \| Deceuninck-Quick Step \| + 1' 04" \| \| \| 7è \| Odd Christian Eiking \| Intermarché-Wanty-Gobert Matériaux \| + 1' 04" \| \| \| 8è \| Jonas Vingegaard \| Jumbo-Visma \| + 1' 04" \| \| \| 9è \| Gianni Moscon \| Ineos Grenadiers \| + 1' 04" \| \| \| 10è \| Bauke Mollema \| Trek-Segafredo \| + 1' 04" \| \| \| 11è \| Gonzalo Serrano Rodríguez \| Movistar Team \| + 1' 04" \| \| \| 12è \| Maxim Van Gils \| Lotto-Soudal \| + 1' 04" \| \| \| 13è \| Mark Padun \| Bahrain Victorious \| + 1' 04" \| \| \| 14è \| Giulio Ciccone \| Trek-Segafredo \| + 1' 04" \| \| \| 15è \| Simon Carr \| EF Education-Nippo \| + 1' 08" \| \| \| 16è \| Egan Bernal Gómez \| Ineos Grenadiers \| + 1' 09" \| \| \| 17è \| Diego Ulissi \| UAE Team Emirates \| + 1' 36" \| \| \| 18è \| Juan Ayuso Pesquera \| UAE Team Emirates \| + 1' 36" \| \| \| 19è \| Ruben Guerreiro \| EF Education-Nippo \| + 1' 36" \| \| \| 20è \| Gorka Izagirre Insausti \| Astana-Premier Tech \| + 1' 36" \| \| |                           |                                    |            |
| |                           |                                    |            |
| Font: ProCyclingStats |                           |                                    |            |
| Classificació general |                           |                                    |            |
| Corredor | Corredor                  | Equip                              | Temps      |
| 1r | Neilson Powless           | EF Education-Nippo                 | 5h 34' 31" |
| 2n | Matej Mohorič             | Bahrain Victorious                 | + 0"       |
| 3r | Mikkel Frølich Honoré     | Deceuninck-Quick Step              | + 0"       |
| 4t | Lorenzo Rota              | Intermarché-Wanty-Gobert Matériaux | + 30"      |
| 5è | Alessandro Covi           | UAE Team Emirates                  | + 1' 04"   |
| 6è | Julian Alaphilippe        | Deceuninck-Quick Step              | + 1' 04"   |
| 7è | Odd Christian Eiking      | Intermarché-Wanty-Gobert Matériaux | + 1' 04"   |
| 8è | Jonas Vingegaard          | Jumbo-Visma                        | + 1' 04"   |
| 9è | Gianni Moscon             | Ineos Grenadiers                   | + 1' 04"   |
| 10è | Bauke Mollema             | Trek-Segafredo                     | + 1' 04"   |
| 11è | Gonzalo Serrano Rodríguez | Movistar Team                      | + 1' 04"   |
| 12è | Maxim Van Gils            | Lotto-Soudal                       | + 1' 04"   |
| 13è | Mark Padun                | Bahrain Victorious                 | + 1' 04"   |
| 14è | Giulio Ciccone            | Trek-Segafredo                     | + 1' 04"   |
| 15è | Simon Carr                | EF Education-Nippo                 | + 1' 08"   |
| 16è | Egan Bernal Gómez         | Ineos Grenadiers                   | + 1' 09"   |
| 17è | Diego Ulissi              | UAE Team Emirates                  | + 1' 36"   |
| 18è | Juan Ayuso Pesquera       | UAE Team Emirates                  | + 1' 36"   |
| 19è | Ruben Guerreiro           | EF Education-Nippo                 | + 1' 36"   |
| 20è | Gorka Izagirre Insausti   | Astana-Premier Tech                | + 1' 36"   |

## Llista de participants
| Deceuninck-Quick Step DQT | Deceuninck-Quick Step DQT       | Deceuninck-Quick Step DQT |
| ------------------------- | ------------------------------- | ------------------------- |
| Núm                       | Ciclista                        | Pos                       |
| 1                         | Julian Alaphilippe (FRA) (ruta) | 6è                        |
| 2                         | Mattia Cattaneo (ITA)           | DNF                       |
| 3                         | Josef Černý (CZE)               | DNF                       |
| 4                         | Dries Devenyns (BEL)            | 33è                       |
| 5                         | Mikkel Frølich Honoré (DEN)     | 3r                        |
| 6                         | James Knox (GBR)                | 30è                       |
| 7                         | Zdeněk Štybar (CZE)             | DNF                       |

| AG2R Citroën Team ACT | AG2R Citroën Team ACT   | AG2R Citroën Team ACT |
| --------------------- | ----------------------- | --------------------- |
| Núm                   | Ciclista                | Pos                   |
| 11                    | François Bidard (FRA)   | DNF                   |
| 12                    | Geoffrey Bouchard (FRA) | 28è                   |
| 13                    | Lilian Calmejane (FRA)  | DNF                   |
| 14                    | Mikaël Cherel (FRA)     | DNF                   |
| 15                    | Jaakko Hänninen (FIN)   | 49è                   |
| 16                    | Damien Touzé (FRA)      | DNF                   |
| 17                    | Lawrence Warbasse (USA) | 60è                   |

| UAE Team Emirates UAD | UAE Team Emirates UAD            | UAE Team Emirates UAD |
| --------------------- | -------------------------------- | --------------------- |
| Núm                   | Ciclista                         | Pos                   |
| 21                    | Juan Ayuso Pesquera (ESP)        | 18è                   |
| 22                    | Valerio Conti (ITA)              | DNF                   |
| 23                    | Alessandro Covi (ITA)            | 5è                    |
| 24                    | David de la Cruz Melgarejo (ESP) | 51è                   |
| 25                    | Aliaksandr Rabuixenka (BLR)      | DNF                   |
| 26                    | Matteo Trentin (ITA)             | DNF                   |
| 27                    | Diego Ulissi (ITA)               | 17è                   |

| Astana-Premier Tech APT | Astana-Premier Tech APT            | Astana-Premier Tech APT |
| ----------------------- | ---------------------------------- | ----------------------- |
| Núm                     | Ciclista                           | Pos                     |
| 31                      | Luis León Sánchez Gil (ESP)        | 46è                     |
| 32                      | Gorka Izagirre Insausti (ESP)      | 20è                     |
| 33                      | Yevgeniy Fedorov (KAZ) (ruta)      | 91è                     |
| 34                      | Yuriy Natarov (KAZ)                | 92è                     |
| 35                      | Óscar Rodríguez Garaicoechea (ESP) | 55è                     |
| 36                      | Javier Romo (ESP)                  | 95è                     |
| 37                      | Nikita Stalnow (KAZ)               | DNF                     |

| Trek-Segafredo TFS | Trek-Segafredo TFS       | Trek-Segafredo TFS |
| ------------------ | ------------------------ | ------------------ |
| Núm                | Ciclista                 | Pos                |
| 41                 | Gianluca Brambilla (ITA) | 31è                |
| 42                 | Giulio Ciccone (ITA)     | 14è                |
| 43                 | Alexander Kamp (DEN)     | DNF                |
| 44                 | Juan Pedro López (ESP)   | 32è                |
| 45                 | Bauke Mollema (NED)      | 10è                |
| 46                 | Antonio Nibali (ITA)     | DNF                |
| 47                 | Charlie Quaterman (GBR)  | DNF                |

| Bora-Hansgrohe BOH | Bora-Hansgrohe BOH     | Bora-Hansgrohe BOH |
| ------------------ | ---------------------- | ------------------ |
| Núm                | Ciclista               | Pos                |
| 51                 | Giovanni Aleotti (ITA) | DNF                |
| 52                 | Cesare Benedetti (ITA) | 75è                |
| 53                 | Matteo Fabbro (ITA)    | DNF                |
| 54                 | Patrick Gamper (AUT)   | DNF                |
| 55                 | Wilco Kelderman (NED)  | DNF                |
| 56                 | Patrick Konrad (AUT)   | DNF                |
| 57                 | Ide Schelling (NED)    | DNF                |

| Movistar Team MOV | Movistar Team MOV               | Movistar Team MOV |
| ----------------- | ------------------------------- | ----------------- |
| Núm               | Ciclista                        | Pos               |
| 61                | Héctor Carretero Milla (ESP)    | 35è               |
| 62                | Johan Jacobs (SUI)              | DNF               |
| 63                | Matteo Jorgenson (USA)          | 65è               |
| 64                | José Joaquín Rojas Gil (ESP)    | 61è               |
| 65                | Einer Rubio (COL)               | 78è               |
| 66                | Sergio Samitier (ESP)           | 64è               |
| 67                | Gonzalo Serrano Rodríguez (ESP) | 11è               |

| Israel Start-Up Nation ISN | Israel Start-Up Nation ISN | Israel Start-Up Nation ISN |
| -------------------------- | -------------------------- | -------------------------- |
| Núm                        | Ciclista                   | Pos                        |
| 71                         | Sebastian Berwick (AUS)    | 82è                        |
| 72                         | Alexander Cataford (CAN)   | 76è                        |
| 73                         | Alessandro De Marchi (ITA) | DNF                        |
| 74                         | Omer Goldstein (ISR)       | DNF                        |
| 75                         | Ben Hermans (BEL)          | 29è                        |
| 76                         | Reto Hollenstein (SUI)     | 93è                        |
| 77                         | Guy Niv (ISR)              | DNF                        |

| Groupama-FDJ GFC | Groupama-FDJ GFC            | Groupama-FDJ GFC |
| ---------------- | --------------------------- | ---------------- |
| Núm              | Ciclista                    | Pos              |
| 81               | Alexys Brunel (FRA)         | DNF              |
| 82               | Clément Davy (FRA)          | DNF              |
| 83               | Mathieu Ladagnous (FRA)     | DNF              |
| 84               | Sébastien Reichenbach (SUI) | 98è              |
| 85               | Anthony Roux (FRA)          | 58è              |
| 86               | Romain Seigle (FRA)         | 38è              |
| 87               | Lars van den Berg (NED)     | 77è              |

| EF Education-Nippo EFN | EF Education-Nippo EFN        | EF Education-Nippo EFN |
| ---------------------- | ----------------------------- | ---------------------- |
| Núm                    | Ciclista                      | Pos                    |
| 91                     | William Barta (USA)           | 68è                    |
| 92                     | Jonathan Caicedo Cepeda (ECU) | DNF                    |
| 93                     | Simon Carr (GBR)              | 15è                    |
| 94                     | Julien El Fares (FRA)         | DNF                    |
| 95                     | Ruben Guerreiro (POR)         | 19è                    |
| 96                     | Jens Keukeleire (BEL)         | 80è                    |
| 97                     | Neilson Powless (USA)         | 1r                     |

| Ineos Grenadiers IGD | Ineos Grenadiers IGD            | Ineos Grenadiers IGD |
| -------------------- | ------------------------------- | -------------------- |
| Núm                  | Ciclista                        | Pos                  |
| 101                  | Egan Bernal Gómez (COL)         | 16è                  |
| 102                  | Andrey Amador Bikkazakova (CRC) | DNF                  |
| 103                  | Carlos Rodríguez Cano (ESP)     | 54è                  |
| 104                  | Daniel Martínez Poveda (COL)    | DNF                  |
| 105                  | Gianni Moscon (ITA)             | 9è                   |
| 106                  | Adam Yates (GBR)                | 27è                  |
| 107                  | Salvatore Puccio (ITA)          | DNF                  |

| TotalEnergies TDE | TotalEnergies TDE                 | TotalEnergies TDE |
| ----------------- | --------------------------------- | ----------------- |
| Núm               | Ciclista                          | Pos               |
| 111               | Jérémy Cabot (FRA)                | DNF               |
| 112               | Víctor de la Parte González (ESP) | 70è               |
| 113               | Valentin Ferron (FRA)             | 94è               |
| 114               | Marlon Gaillard (FRA)             | DNF               |
| 115               | Fabien Grellier (FRA)             | DNF               |
| 116               | Florian Maitre (FRA)              | DNF               |
| 117               | Julien Simon (FRA)                | DNF               |

| Bahrain Victorious TBV | Bahrain Victorious TBV          | Bahrain Victorious TBV |
| ---------------------- | ------------------------------- | ---------------------- |
| Núm                    | Ciclista                        | Pos                    |
| 121                    | Santiago Buitrago Sánchez (COL) | 71è                    |
| 122                    | Mikel Landa Meana (ESP)         | 34è                    |
| 123                    | Kevin Inkelaar (NED)            | DNF                    |
| 124                    | Domen Novak (SLO)               | DNF                    |
| 125                    | Mark Padun (UKR)                | 13è                    |
| 126                    | Matej Mohorič (SLO) (ruta)      | 2n                     |
| 127                    | Stephen Williams (GBR)          | 53è                    |

| Qhubeka NextHash TQA | Qhubeka NextHash TQA        | Qhubeka NextHash TQA |
| -------------------- | --------------------------- | -------------------- |
| Núm                  | Ciclista                    | Pos                  |
| 131                  | Sander Armée (BEL)          | DNF                  |
| 132                  | Carlos Barbero Cuesta (ESP) | DNF                  |
| 133                  | Kilian Frankiny (SUI)       | 87è                  |
| 134                  | Bert-Jan Lindeman (NED)     | DNF                  |
| 135                  | Robert Power (AUS)          | DNF                  |
| 136                  | Dylan Sunderland (AUS)      | DNF                  |
| 137                  | Emil Nygaard Vinjebo (DEN)  | 69è                  |

| BikeExchange BEX | BikeExchange BEX            | BikeExchange BEX |
| ---------------- | --------------------------- | ---------------- |
| Núm              | Ciclista                    | Pos              |
| 141              | Andrei Zeits (KAZ)          | 25è              |
| 142              | Kevin Colleoni (ITA)        | 72è              |
| 143              | Tsgabu Grmay (ETH)          | DNF              |
| 144              | Mikel Nieve Iturralde (ESP) | 52è              |
| 145              | Nick Schultz (AUS)          | 47è              |
| 146              | Robert Stannard (AUS)       | 74è              |
| 147              | Simon Yates (GBR)           | 22è              |

| Jumbo-Visma TJV | Jumbo-Visma TJV            | Jumbo-Visma TJV |
| --------------- | -------------------------- | --------------- |
| Núm             | Ciclista                   | Pos             |
| 151             | Koen Bouwman (NED)         | 56è             |
| 152             | Chris Harper (AUS)         | 100è            |
| 153             | Lennard Hofstede (NED)     | 81è             |
| 154             | Nathan Van Hooydonck (BEL) | 97è             |
| 155             | Sam Oomen (NED)            | 24è             |
| 156             | Antwan Tolhoek (NED)       | 50è             |
| 157             | Jonas Vingegaard (DEN)     | 8è              |

| Cofidis COF | Cofidis COF                   | Cofidis COF |
| ----------- | ----------------------------- | ----------- |
| Núm         | Ciclista                      | Pos         |
| 161         | Rubén Fernández Andújar (ESP) | 21è         |
| 162         | Fernando Barceló Aragón (ESP) | 66è         |
| 163         | André Carvalho (POR)          | DNF         |
| 164         | Nathan Haas (AUS)             | DNF         |
| 165         | José Herrada López (ESP)      | 57è         |
| 166         | Natnael Berhane (ERI)         | DNF         |
| 167         | Pierre-Luc Périchon (FRA)     | 48è         |

| Caja Rural-Seguros RGA CJR | Caja Rural-Seguros RGA CJR     | Caja Rural-Seguros RGA CJR |
| -------------------------- | ------------------------------ | -------------------------- |
| Núm                        | Ciclista                       | Pos                        |
| 171                        | Jonathan Lastra Martínez (ESP) | 99è                        |
| 172                        | Julen Amézqueta Moreno (ESP)   | 40è                        |
| 173                        | Aritz Bagües (ESP)             | DNF                        |
| 174                        | Jon Irisarri (ESP)             | DNF                        |
| 175                        | Jokin Murguialday (ESP)        | 96è                        |
| 176                        | Oier Lazkano López (ESP)       | 83è                        |
| 177                        | Jon Barrenetxea (ESP)          | DNF                        |

| Euskaltel-Euskadi EUS | Euskaltel-Euskadi EUS          | Euskaltel-Euskadi EUS |
| --------------------- | ------------------------------ | --------------------- |
| Núm                   | Ciclista                       | Pos                   |
| 181                   | Mikel Bizkarra Etxegibel (ESP) | DNF                   |
| 182                   | Mikel Iturria Segurola (ESP)   | DNF                   |
| 183                   | Gotzon Martín (ESP)            | 79è                   |
| 184                   | Joan Bou (ESP)                 | DNF                   |
| 185                   | Ibai Azurmendi (ESP)           | 67è                   |
| 186                   | Luis Ángel Maté Mardones (ESP) | 84è                   |
| 187                   | Xabier Mikel Azparren (ESP)    | DNF                   |

| Intermarché-Wanty-Gobert Matériaux IWG | Intermarché-Wanty-Gobert Matériaux IWG | Intermarché-Wanty-Gobert Matériaux IWG |
| -------------------------------------- | -------------------------------------- | -------------------------------------- |
| Núm                                    | Ciclista                               | Pos                                    |
| 191                                    | Jan Bakelants (BEL)                    | 37è                                    |
| 192                                    | Odd Christian Eiking (NOR)             | 7è                                     |
| 193                                    | Quinten Hermans (BEL)                  | 73è                                    |
| 194                                    | Simone Petilli (ITA)                   | 43è                                    |
| 195                                    | Lorenzo Rota (ITA)                     | 4t                                     |
| 196                                    | Kévin Van Melsen (BEL)                 | DNF                                    |
| 197                                    | Jonas Koch (GER)                       | DNF                                    |

| Team DSM DSM | Team DSM DSM          | Team DSM DSM |
| ------------ | --------------------- | ------------ |
| Núm          | Ciclista              | Pos          |
| 201          | Romain Combaud (FRA)  | DNF          |
| 202          | Chad Haga (USA)       | DNF          |
| 203          | Chris Hamilton (AUS)  | 23è          |
| 204          | Jai Hindley (AUS)     | 26è          |
| 205          | Nicolas Roche (IRL)   | DNF          |
| 206          | Kevin Vermaerke (USA) | 90è          |
| 207          | Ilan Van Wilder (BEL) | DNF          |

| Burgos-BH BBH | Burgos-BH BBH               | Burgos-BH BBH |
| ------------- | --------------------------- | ------------- |
| Núm           | Ciclista                    | Pos           |
| 211           | Victor Langellotti (MON)    | 85è           |
| 212           | Daniel Navarro García (ESP) | DNF           |
| 213           | Willie Smit (RSA)           | DNF           |
| 214           | Alex Molenaar (NED)         | DNF           |
| 215           | Óscar Cabedo (ESP)          | DNF           |
| 216           | Ángel Madrazo Ruiz (ESP)    | 59è           |
| 217           | Pelayo Sánchez Mayo (ESP)   | DNF           |

| Lotto-Soudal LTS | Lotto-Soudal LTS         | Lotto-Soudal LTS |
| ---------------- | ------------------------ | ---------------- |
| Núm              | Ciclista                 | Pos              |
| 221              | Filippo Conca (ITA)      | DNF              |
| 222              | Kobe Goossens (BEL)      | 42è              |
| 223              | Stefano Oldani (ITA)     | 36è              |
| 224              | Harry Sweeny (AUS)       | 39è              |
| 225              | Maxim Van Gils (BEL)     | 12è              |
| 226              | Matthew Holmes (GBR)     | DNF              |
| 227              | Xandres Vervloesem (BEL) | DNF              |

| Arkéa-Samsic ARK | Arkéa-Samsic ARK           | Arkéa-Samsic ARK |
| ---------------- | -------------------------- | ---------------- |
| Núm              | Ciclista                   | Pos              |
| 231              | Winner Anacona Gómez (COL) | 88è              |
| 232              | Warren Barguil (FRA)       | 44è              |
| 233              | Miguel Flórez López (COL)  | DNF              |
| 234              | Matis Louvel (FRA)         | DNF              |
| 235              | Alan Riou (FRA)            | DNF              |
| 236              | Diego Rosa (ITA)           | 86è              |
| 237              | Romain Hardy (FRA)         | 89è              |

| Equipo Kern Pharma EKP | Equipo Kern Pharma EKP     | Equipo Kern Pharma EKP |
| ---------------------- | -------------------------- | ---------------------- |
| Núm                    | Ciclista                   | Pos                    |
| 241                    | Raúl García Pierna (ESP)   | DNF                    |
| 242                    | Jon Agirre Egaña (ESP)     | 62è                    |
| 243                    | Sava Novikov (RUS)         | DNF                    |
| 244                    | Urko Berrade (ESP)         | 45è                    |
| 245                    | Roger Adrià Oliveras (ESP) | 41è                    |
| 246                    | Jordi López Caravaca (ESP) | DNF                    |
| 247                    | José Félix Parra (ESP)     | 63è                    |

| Deceuninck-Quick Step DQT | Deceuninck-Quick Step DQT       | Deceuninck-Quick Step DQT |
| ------------------------- | ------------------------------- | ------------------------- |
| Núm                       | Ciclista                        | Pos                       |
| 1                         | Julian Alaphilippe (FRA) (ruta) | 6è                        |
| 2                         | Mattia Cattaneo (ITA)           | DNF                       |
| 3                         | Josef Černý (CZE)               | DNF                       |
| 4                         | Dries Devenyns (BEL)            | 33è                       |
| 5                         | Mikkel Frølich Honoré (DEN)     | 3r                        |
| 6                         | James Knox (GBR)                | 30è                       |
| 7                         | Zdeněk Štybar (CZE)             | DNF                       |

| AG2R Citroën Team ACT | AG2R Citroën Team ACT   | AG2R Citroën Team ACT |
| --------------------- | ----------------------- | --------------------- |
| Núm                   | Ciclista                | Pos                   |
| 11                    | François Bidard (FRA)   | DNF                   |
| 12                    | Geoffrey Bouchard (FRA) | 28è                   |
| 13                    | Lilian Calmejane (FRA)  | DNF                   |
| 14                    | Mikaël Cherel (FRA)     | DNF                   |
| 15                    | Jaakko Hänninen (FIN)   | 49è                   |
| 16                    | Damien Touzé (FRA)      | DNF                   |
| 17                    | Lawrence Warbasse (USA) | 60è                   |

| UAE Team Emirates UAD | UAE Team Emirates UAD            | UAE Team Emirates UAD |
| --------------------- | -------------------------------- | --------------------- |
| Núm                   | Ciclista                         | Pos                   |
| 21                    | Juan Ayuso Pesquera (ESP)        | 18è                   |
| 22                    | Valerio Conti (ITA)              | DNF                   |
| 23                    | Alessandro Covi (ITA)            | 5è                    |
| 24                    | David de la Cruz Melgarejo (ESP) | 51è                   |
| 25                    | Aliaksandr Rabuixenka (BLR)      | DNF                   |
| 26                    | Matteo Trentin (ITA)             | DNF                   |
| 27                    | Diego Ulissi (ITA)               | 17è                   |

| Astana-Premier Tech APT | Astana-Premier Tech APT            | Astana-Premier Tech APT |
| ----------------------- | ---------------------------------- | ----------------------- |
| Núm                     | Ciclista                           | Pos                     |
| 31                      | Luis León Sánchez Gil (ESP)        | 46è                     |
| 32                      | Gorka Izagirre Insausti (ESP)      | 20è                     |
| 33                      | Yevgeniy Fedorov (KAZ) (ruta)      | 91è                     |
| 34                      | Yuriy Natarov (KAZ)                | 92è                     |
| 35                      | Óscar Rodríguez Garaicoechea (ESP) | 55è                     |
| 36                      | Javier Romo (ESP)                  | 95è                     |
| 37                      | Nikita Stalnow (KAZ)               | DNF                     |

| Trek-Segafredo TFS | Trek-Segafredo TFS       | Trek-Segafredo TFS |
| ------------------ | ------------------------ | ------------------ |
| Núm                | Ciclista                 | Pos                |
| 41                 | Gianluca Brambilla (ITA) | 31è                |
| 42                 | Giulio Ciccone (ITA)     | 14è                |
| 43                 | Alexander Kamp (DEN)     | DNF                |
| 44                 | Juan Pedro López (ESP)   | 32è                |
| 45                 | Bauke Mollema (NED)      | 10è                |
| 46                 | Antonio Nibali (ITA)     | DNF                |
| 47                 | Charlie Quaterman (GBR)  | DNF                |

| Bora-Hansgrohe BOH | Bora-Hansgrohe BOH     | Bora-Hansgrohe BOH |
| ------------------ | ---------------------- | ------------------ |
| Núm                | Ciclista               | Pos                |
| 51                 | Giovanni Aleotti (ITA) | DNF                |
| 52                 | Cesare Benedetti (ITA) | 75è                |
| 53                 | Matteo Fabbro (ITA)    | DNF                |
| 54                 | Patrick Gamper (AUT)   | DNF                |
| 55                 | Wilco Kelderman (NED)  | DNF                |
| 56                 | Patrick Konrad (AUT)   | DNF                |
| 57                 | Ide Schelling (NED)    | DNF                |

| Movistar Team MOV | Movistar Team MOV               | Movistar Team MOV |
| ----------------- | ------------------------------- | ----------------- |
| Núm               | Ciclista                        | Pos               |
| 61                | Héctor Carretero Milla (ESP)    | 35è               |
| 62                | Johan Jacobs (SUI)              | DNF               |
| 63                | Matteo Jorgenson (USA)          | 65è               |
| 64                | José Joaquín Rojas Gil (ESP)    | 61è               |
| 65                | Einer Rubio (COL)               | 78è               |
| 66                | Sergio Samitier (ESP)           | 64è               |
| 67                | Gonzalo Serrano Rodríguez (ESP) | 11è               |

| Israel Start-Up Nation ISN | Israel Start-Up Nation ISN | Israel Start-Up Nation ISN |
| -------------------------- | -------------------------- | -------------------------- |
| Núm                        | Ciclista                   | Pos                        |
| 71                         | Sebastian Berwick (AUS)    | 82è                        |
| 72                         | Alexander Cataford (CAN)   | 76è                        |
| 73                         | Alessandro De Marchi (ITA) | DNF                        |
| 74                         | Omer Goldstein (ISR)       | DNF                        |
| 75                         | Ben Hermans (BEL)          | 29è                        |
| 76                         | Reto Hollenstein (SUI)     | 93è                        |
| 77                         | Guy Niv (ISR)              | DNF                        |

| Groupama-FDJ GFC | Groupama-FDJ GFC            | Groupama-FDJ GFC |
| ---------------- | --------------------------- | ---------------- |
| Núm              | Ciclista                    | Pos              |
| 81               | Alexys Brunel (FRA)         | DNF              |
| 82               | Clément Davy (FRA)          | DNF              |
| 83               | Mathieu Ladagnous (FRA)     | DNF              |
| 84               | Sébastien Reichenbach (SUI) | 98è              |
| 85               | Anthony Roux (FRA)          | 58è              |
| 86               | Romain Seigle (FRA)         | 38è              |
| 87               | Lars van den Berg (NED)     | 77è              |

| EF Education-Nippo EFN | EF Education-Nippo EFN        | EF Education-Nippo EFN |
| ---------------------- | ----------------------------- | ---------------------- |
| Núm                    | Ciclista                      | Pos                    |
| 91                     | William Barta (USA)           | 68è                    |
| 92                     | Jonathan Caicedo Cepeda (ECU) | DNF                    |
| 93                     | Simon Carr (GBR)              | 15è                    |
| 94                     | Julien El Fares (FRA)         | DNF                    |
| 95                     | Ruben Guerreiro (POR)         | 19è                    |
| 96                     | Jens Keukeleire (BEL)         | 80è                    |
| 97                     | Neilson Powless (USA)         | 1r                     |

| Ineos Grenadiers IGD | Ineos Grenadiers IGD            | Ineos Grenadiers IGD |
| -------------------- | ------------------------------- | -------------------- |
| Núm                  | Ciclista                        | Pos                  |
| 101                  | Egan Bernal Gómez (COL)         | 16è                  |
| 102                  | Andrey Amador Bikkazakova (CRC) | DNF                  |
| 103                  | Carlos Rodríguez Cano (ESP)     | 54è                  |
| 104                  | Daniel Martínez Poveda (COL)    | DNF                  |
| 105                  | Gianni Moscon (ITA)             | 9è                   |
| 106                  | Adam Yates (GBR)                | 27è                  |
| 107                  | Salvatore Puccio (ITA)          | DNF                  |

| TotalEnergies TDE | TotalEnergies TDE                 | TotalEnergies TDE |
| ----------------- | --------------------------------- | ----------------- |
| Núm               | Ciclista                          | Pos               |
| 111               | Jérémy Cabot (FRA)                | DNF               |
| 112               | Víctor de la Parte González (ESP) | 70è               |
| 113               | Valentin Ferron (FRA)             | 94è               |
| 114               | Marlon Gaillard (FRA)             | DNF               |
| 115               | Fabien Grellier (FRA)             | DNF               |
| 116               | Florian Maitre (FRA)              | DNF               |
| 117               | Julien Simon (FRA)                | DNF               |

| Bahrain Victorious TBV | Bahrain Victorious TBV          | Bahrain Victorious TBV |
| ---------------------- | ------------------------------- | ---------------------- |
| Núm                    | Ciclista                        | Pos                    |
| 121                    | Santiago Buitrago Sánchez (COL) | 71è                    |
| 122                    | Mikel Landa Meana (ESP)         | 34è                    |
| 123                    | Kevin Inkelaar (NED)            | DNF                    |
| 124                    | Domen Novak (SLO)               | DNF                    |
| 125                    | Mark Padun (UKR)                | 13è                    |
| 126                    | Matej Mohorič (SLO) (ruta)      | 2n                     |
| 127                    | Stephen Williams (GBR)          | 53è                    |

| Qhubeka NextHash TQA | Qhubeka NextHash TQA        | Qhubeka NextHash TQA |
| -------------------- | --------------------------- | -------------------- |
| Núm                  | Ciclista                    | Pos                  |
| 131                  | Sander Armée (BEL)          | DNF                  |
| 132                  | Carlos Barbero Cuesta (ESP) | DNF                  |
| 133                  | Kilian Frankiny (SUI)       | 87è                  |
| 134                  | Bert-Jan Lindeman (NED)     | DNF                  |
| 135                  | Robert Power (AUS)          | DNF                  |
| 136                  | Dylan Sunderland (AUS)      | DNF                  |
| 137                  | Emil Nygaard Vinjebo (DEN)  | 69è                  |

| BikeExchange BEX | BikeExchange BEX            | BikeExchange BEX |
| ---------------- | --------------------------- | ---------------- |
| Núm              | Ciclista                    | Pos              |
| 141              | Andrei Zeits (KAZ)          | 25è              |
| 142              | Kevin Colleoni (ITA)        | 72è              |
| 143              | Tsgabu Grmay (ETH)          | DNF              |
| 144              | Mikel Nieve Iturralde (ESP) | 52è              |
| 145              | Nick Schultz (AUS)          | 47è              |
| 146              | Robert Stannard (AUS)       | 74è              |
| 147              | Simon Yates (GBR)           | 22è              |

| Jumbo-Visma TJV | Jumbo-Visma TJV            | Jumbo-Visma TJV |
| --------------- | -------------------------- | --------------- |
| Núm             | Ciclista                   | Pos             |
| 151             | Koen Bouwman (NED)         | 56è             |
| 152             | Chris Harper (AUS)         | 100è            |
| 153             | Lennard Hofstede (NED)     | 81è             |
| 154             | Nathan Van Hooydonck (BEL) | 97è             |
| 155             | Sam Oomen (NED)            | 24è             |
| 156             | Antwan Tolhoek (NED)       | 50è             |
| 157             | Jonas Vingegaard (DEN)     | 8è              |

| Cofidis COF | Cofidis COF                   | Cofidis COF |
| ----------- | ----------------------------- | ----------- |
| Núm         | Ciclista                      | Pos         |
| 161         | Rubén Fernández Andújar (ESP) | 21è         |
| 162         | Fernando Barceló Aragón (ESP) | 66è         |
| 163         | André Carvalho (POR)          | DNF         |
| 164         | Nathan Haas (AUS)             | DNF         |
| 165         | José Herrada López (ESP)      | 57è         |
| 166         | Natnael Berhane (ERI)         | DNF         |
| 167         | Pierre-Luc Périchon (FRA)     | 48è         |

| Caja Rural-Seguros RGA CJR | Caja Rural-Seguros RGA CJR     | Caja Rural-Seguros RGA CJR |
| -------------------------- | ------------------------------ | -------------------------- |
| Núm                        | Ciclista                       | Pos                        |
| 171                        | Jonathan Lastra Martínez (ESP) | 99è                        |
| 172                        | Julen Amézqueta Moreno (ESP)   | 40è                        |
| 173                        | Aritz Bagües (ESP)             | DNF                        |
| 174                        | Jon Irisarri (ESP)             | DNF                        |
| 175                        | Jokin Murguialday (ESP)        | 96è                        |
| 176                        | Oier Lazkano López (ESP)       | 83è                        |
| 177                        | Jon Barrenetxea (ESP)          | DNF                        |

| Euskaltel-Euskadi EUS | Euskaltel-Euskadi EUS          | Euskaltel-Euskadi EUS |
| --------------------- | ------------------------------ | --------------------- |
| Núm                   | Ciclista                       | Pos                   |
| 181                   | Mikel Bizkarra Etxegibel (ESP) | DNF                   |
| 182                   | Mikel Iturria Segurola (ESP)   | DNF                   |
| 183                   | Gotzon Martín (ESP)            | 79è                   |
| 184                   | Joan Bou (ESP)                 | DNF                   |
| 185                   | Ibai Azurmendi (ESP)           | 67è                   |
| 186                   | Luis Ángel Maté Mardones (ESP) | 84è                   |
| 187                   | Xabier Mikel Azparren (ESP)    | DNF                   |

| Intermarché-Wanty-Gobert Matériaux IWG | Intermarché-Wanty-Gobert Matériaux IWG | Intermarché-Wanty-Gobert Matériaux IWG |
| -------------------------------------- | -------------------------------------- | -------------------------------------- |
| Núm                                    | Ciclista                               | Pos                                    |
| 191                                    | Jan Bakelants (BEL)                    | 37è                                    |
| 192                                    | Odd Christian Eiking (NOR)             | 7è                                     |
| 193                                    | Quinten Hermans (BEL)                  | 73è                                    |
| 194                                    | Simone Petilli (ITA)                   | 43è                                    |
| 195                                    | Lorenzo Rota (ITA)                     | 4t                                     |
| 196                                    | Kévin Van Melsen (BEL)                 | DNF                                    |
| 197                                    | Jonas Koch (GER)                       | DNF                                    |

| Team DSM DSM | Team DSM DSM          | Team DSM DSM |
| ------------ | --------------------- | ------------ |
| Núm          | Ciclista              | Pos          |
| 201          | Romain Combaud (FRA)  | DNF          |
| 202          | Chad Haga (USA)       | DNF          |
| 203          | Chris Hamilton (AUS)  | 23è          |
| 204          | Jai Hindley (AUS)     | 26è          |
| 205          | Nicolas Roche (IRL)   | DNF          |
| 206          | Kevin Vermaerke (USA) | 90è          |
| 207          | Ilan Van Wilder (BEL) | DNF          |

| Burgos-BH BBH | Burgos-BH BBH               | Burgos-BH BBH |
| ------------- | --------------------------- | ------------- |
| Núm           | Ciclista                    | Pos           |
| 211           | Victor Langellotti (MON)    | 85è           |
| 212           | Daniel Navarro García (ESP) | DNF           |
| 213           | Willie Smit (RSA)           | DNF           |
| 214           | Alex Molenaar (NED)         | DNF           |
| 215           | Óscar Cabedo (ESP)          | DNF           |
| 216           | Ángel Madrazo Ruiz (ESP)    | 59è           |
| 217           | Pelayo Sánchez Mayo (ESP)   | DNF           |

| Lotto-Soudal LTS | Lotto-Soudal LTS         | Lotto-Soudal LTS |
| ---------------- | ------------------------ | ---------------- |
| Núm              | Ciclista                 | Pos              |
| 221              | Filippo Conca (ITA)      | DNF              |
| 222              | Kobe Goossens (BEL)      | 42è              |
| 223              | Stefano Oldani (ITA)     | 36è              |
| 224              | Harry Sweeny (AUS)       | 39è              |
| 225              | Maxim Van Gils (BEL)     | 12è              |
| 226              | Matthew Holmes (GBR)     | DNF              |
| 227              | Xandres Vervloesem (BEL) | DNF              |

| Arkéa-Samsic ARK | Arkéa-Samsic ARK           | Arkéa-Samsic ARK |
| ---------------- | -------------------------- | ---------------- |
| Núm              | Ciclista                   | Pos              |
| 231              | Winner Anacona Gómez (COL) | 88è              |
| 232              | Warren Barguil (FRA)       | 44è              |
| 233              | Miguel Flórez López (COL)  | DNF              |
| 234              | Matis Louvel (FRA)         | DNF              |
| 235              | Alan Riou (FRA)            | DNF              |
| 236              | Diego Rosa (ITA)           | 86è              |
| 237              | Romain Hardy (FRA)         | 89è              |

| Equipo Kern Pharma EKP | Equipo Kern Pharma EKP     | Equipo Kern Pharma EKP |
| ---------------------- | -------------------------- | ---------------------- |
| Núm                    | Ciclista                   | Pos                    |
| 241                    | Raúl García Pierna (ESP)   | DNF                    |
| 242                    | Jon Agirre Egaña (ESP)     | 62è                    |
| 243                    | Sava Novikov (RUS)         | DNF                    |
| 244                    | Urko Berrade (ESP)         | 45è                    |
| 245                    | Roger Adrià Oliveras (ESP) | 41è                    |
| 246                    | Jordi López Caravaca (ESP) | DNF                    |
| 247                    | José Félix Parra (ESP)     | 63è                    |